# بی‌نقص (ترانه پینک)
«بی‌نقص» (به انگلیسی: Fuckin' Perfect) تک‌آهنگی از هنرمند اهل ایالات متحده آمریکا پینک است که در ۱۴ دسامبر ۲۰۱۰ منتشر شد.
این تک‌آهنگ در چارت‌های ، دانمارک ، اتریش ، آلمان ، نیوزلند ، جزو ده ترانه اول قرار گرفت.